# Circaetus spectabilis
L'aquila serpentaria del Congo (Circaetus spectabilis (Schlegel, 1863)) è un uccello rapace della famiglia degli Accipitridi, diffuso nell'Africa centro-occidentale.

## Descrizione
È un rapace di media taglia, che raggiunge lunghezze di 50-60 cm, con un'apertura alare di 94-106 cm.

## Distribuzione e habitat
Questa specie è presente in Angola, Camerun, Costa d'Avorio, Gabon, Ghana, Guinea, Guinea Equatoriale, Liberia, Nigeria, Repubblica Centrafricana, Repubblica del Congo, Repubblica Democratica del Congo e Sierra Leone.
Popola le foreste pluviali tropicali di bassa quota, dal livello del mare sino a 900 m di altitudine.

## Tassonomia
L'aquila serpentaria del Congo è stata inizialmente descritta nel 1863 dall'ornitologo tedesco  Hermann Schlegel (1804-1884) con la denominazione Astur spectabilis, a partire da un esemplare raccolto nei pressi di Elmina, in Ghana.
Nel 1874, l'ornitologo britannico George Ernest Shelley (1840–1910), basandosi sui dati morfologici di alcuni esemplari catturati, ne propose lo spostamento nel genere monospecifico Dryotriorchis, e la denominazione Dryotriorchis spectabilis è stata a lungo quella accettata.
Nel 2005, una revisione filogenetica della famiglia Accipitridae ha portato alla sua inclusione nel genere  Circaetus e sulla base di tali dati la denominazione attualmente (2018) accettata dal Congresso Ornitologico Internazionale è Circaetus spectabilis.
Sono riconosciute due sottospecie:
- Circaetus spectabilis spectabilis (Schlegel, 1863)
- Circaetus spectabilis batesi Sharpe, 1904